# Cmentarz żydowski w Janowie (województwo podlaskie)
Cmentarz żydowski w Janowie – nekropolia żydowska znajdująca się w Janowie. Zajmuje powierzchnię 0,99 ha (według innego źródła 0,51 ha), na której zachowało się około dwustu nagrobków, z których najstarsze pochodzą z początku XIX wieku. 

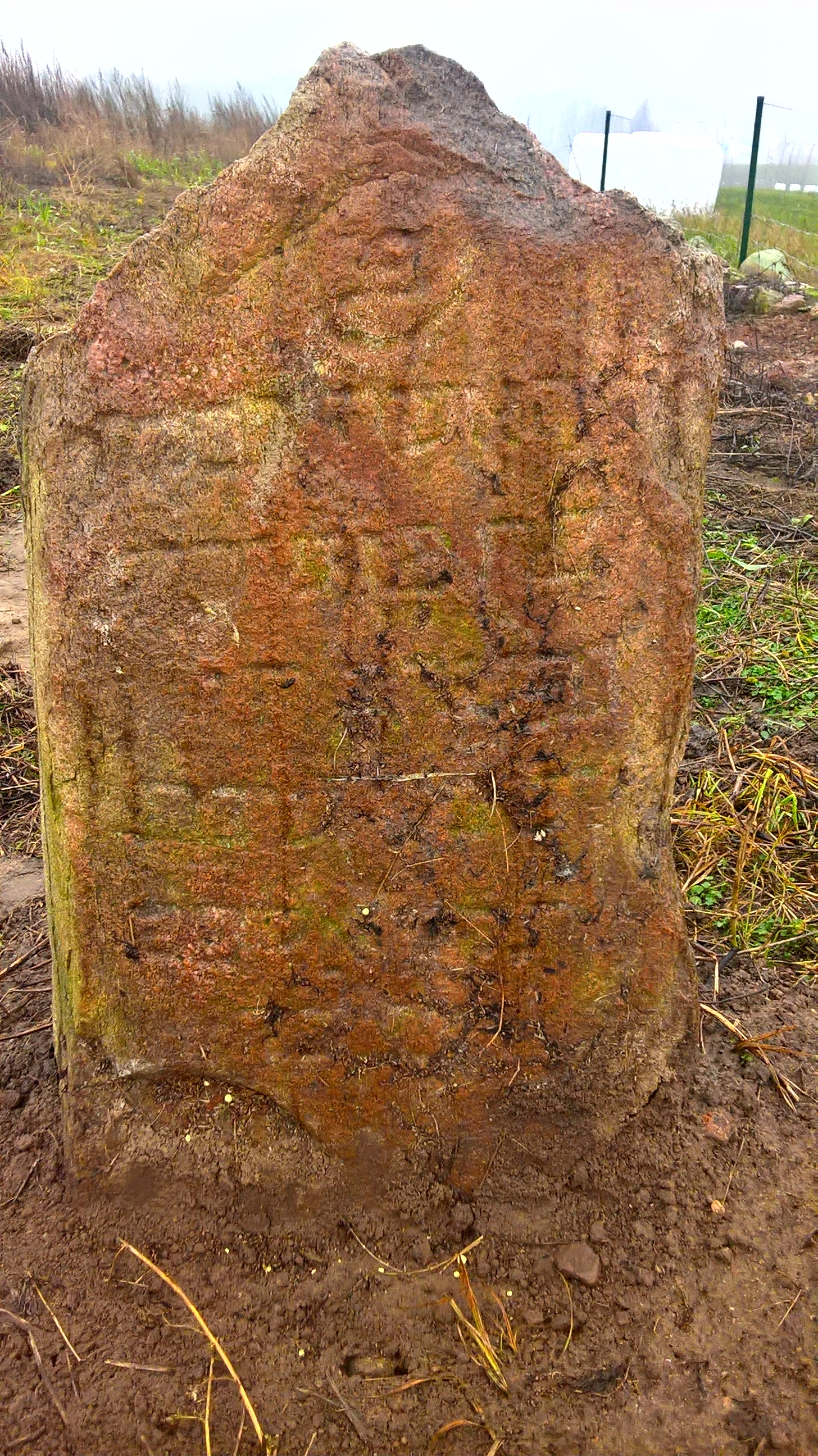
Macewa

## Opis
Cmentarz został założony w XVIII wieku (według innego źródła w XIX wieku). Kirkut jest wpisany do rejestru zabytków. Cmentarz jest położony w północno-wschodniej części miejscowości na niewielkim wzniesieniu.